# Jasminka Domaš
Jasminka Domaš (rođena 5. septembra 1948, Banja Luka) je hrvatska Jevrejka, književnica, novinarka i naučnica. Poreklom je iz Banja Luke.

## Biografija
Jasminka je rođena u Banja Luci 5. septembra 1948. godine. Osnovne studije završila je u Zagrebu na Fakultetu političkih nauka. Nakon toga, nastavila je školovanje i završila master iz Biblijskog i modernog judaizma specijalizovala se za oblast nacionalnih manjiha i međuverske odnose. Po završetku studija, ostala je da živi i radi u Hrvatskoj.
Jasminka je postala saradnica mnogih nacionalnih i međunarodnih publikacija. Na području judaizma objavila je više od tri stotine radova. Ona je takođe i gostujući predavač na Filozofskom fakultetu Univerziteta u Zagrebu. U periodu od 1995. do 1998, prikupila je više od dve stotine dokumentovanih svedočenja ljudi koji su preživeli Holokaust za zadužbinu Šao, koju je osnovao Stiven Spilberg.
Članica je Svetske konferencije religija za mir, PEN Hrvatska i Društva hrvatskih književnika. Jasminka je bila aktivna članicaJevrejske zajednice u Zagrebu do njenog raskola. Takođe je aktivna članica jevrejske zajednice Bet Izrael i kulturnog društva "Miroslav Šalom Freiberger", Hrvatskog helsinškog odbora i Udruženja za versku slobodu u Hrvatskoj, gde obavlja funkciju predsednice. Jasminka radi na Hrvatskoj radioteleviziji kao novinar.

## Objavljeni radovi
Do 2018. godine, Jasminka je objavila 18 knjiga na hrvatskom jeziku. Neka od dela su prevedena na engleski, nemački i italijanski jezik.
- 1996. Obitelj - Mišpaha
- 1997. Tjedne minijature slobode (zbirka kratkih priča)
- 1999: Šabat šalom (zbirka eseja iz jevrejske religije)
- 2000. Biblijske priče - prinos razumijevanju biblijskih značenja
- 2001. Rebeka u nutrini duše (roman)
- 2003. Židovska meditacija - istraživanje mističnih staza judaizma
- 2004. Knjiga o ljubavi ili kako sam srela Anu Frank - (roman koji se bavi ulogom žene u suvremenom društvu)
- 2006. Kabalističke poruke
- 2008. 72 imena Boga
- 2010. Nebo na zemlji  (roman)
- 2013. I BOG moli - prinos istraživanju usmene jevrejske priče
- 2014. Žena sufi  (zbirka poezije na hrvatskom i engleskom jeziku)
- 2014. Dan po dan - jevrejska duhovnost
- 2015. Glasovi, sjećanja, život  - prilog istraživanju istoriji jevrejskih porodica
- 2016. Duša je nebo (meditativna poezija)
- 2017. Izabrana, život Edith Stein
- 2018. Ako tebe zaboravim (istorijsko-dokumentarna monografija)

## Bibliografija
- Kraus, Ognjen (1998). Dva stoljeća povijesti i kulture Židova u Zagrebu i Hrvatskoj. Zagreb: Židovska općina Zagreb. ISBN 953-96836-2-9.